# JR九州ホテルズ
JR九州ホテルズ株式会社（ジェイアールきゅうしゅうホテルズ）は、かつて存在した福岡県福岡市博多区に本社を置く、九州旅客鉄道（JR九州）グループのホテル運営会社である。

## 概要
1999年4月26日にジェイアール九州都市開発株式会社として設立され、2013年4月1日に社名をJR九州ホテルズ株式会社に変更した。九州内の主要都市のみならず、東京都や沖縄県などJR九州の圏外にまで進出している。
JDパワー アジア・パシフィックによる日本ホテル宿泊客満足度調査において、2013年には「JR九州ホテル」が1泊9,000円未満部門で、2014年には「JR九州ホテルズ」が1泊9,000円-15,000円未満部門で、それぞれ第1位を獲得している。
なお、JR九州グループでは、当社の他に以下の各社がホテルを運営しており、これらのホテルは総称してJR九州グループホテルと呼ばれる。このうち、当社及び小倉ターミナルビルのホテル部門（JR九州ステーションホテル小倉へ承継）及びJR九州ハウステンボスホテルは、2019年4月1日を以て新たに設立される持ち株会社「JR九州ホテルズアンドリゾーツホールディングス株式会社」の子会社となった。2021年3月31日のJR九州ホテルズアンドリゾーツホールディングスの事業終了に伴い、九州旅客鉄道本体の直営となった。
なお、2024年10月に当社、JR九州ホテルマネジメント、JR九州ステーションホテル小倉、JR九州ハウステンボスホテルの4社を合併する予定になっていた。存続会社はJR九州ホテルマネジメントで、これによってラグジュアリーホテルから宿泊主体型、旅館までをカバーする総合的なホテル運営会社となる。会社名は2024年7月に「JR九州ホテルズアンドリゾーツ株式会社」と決定し、2024年10月1日に予定通り合併及び社名変更が行われた。

## 運営ホテル

### THE BLOSSOM（ザ・ブラッサム）

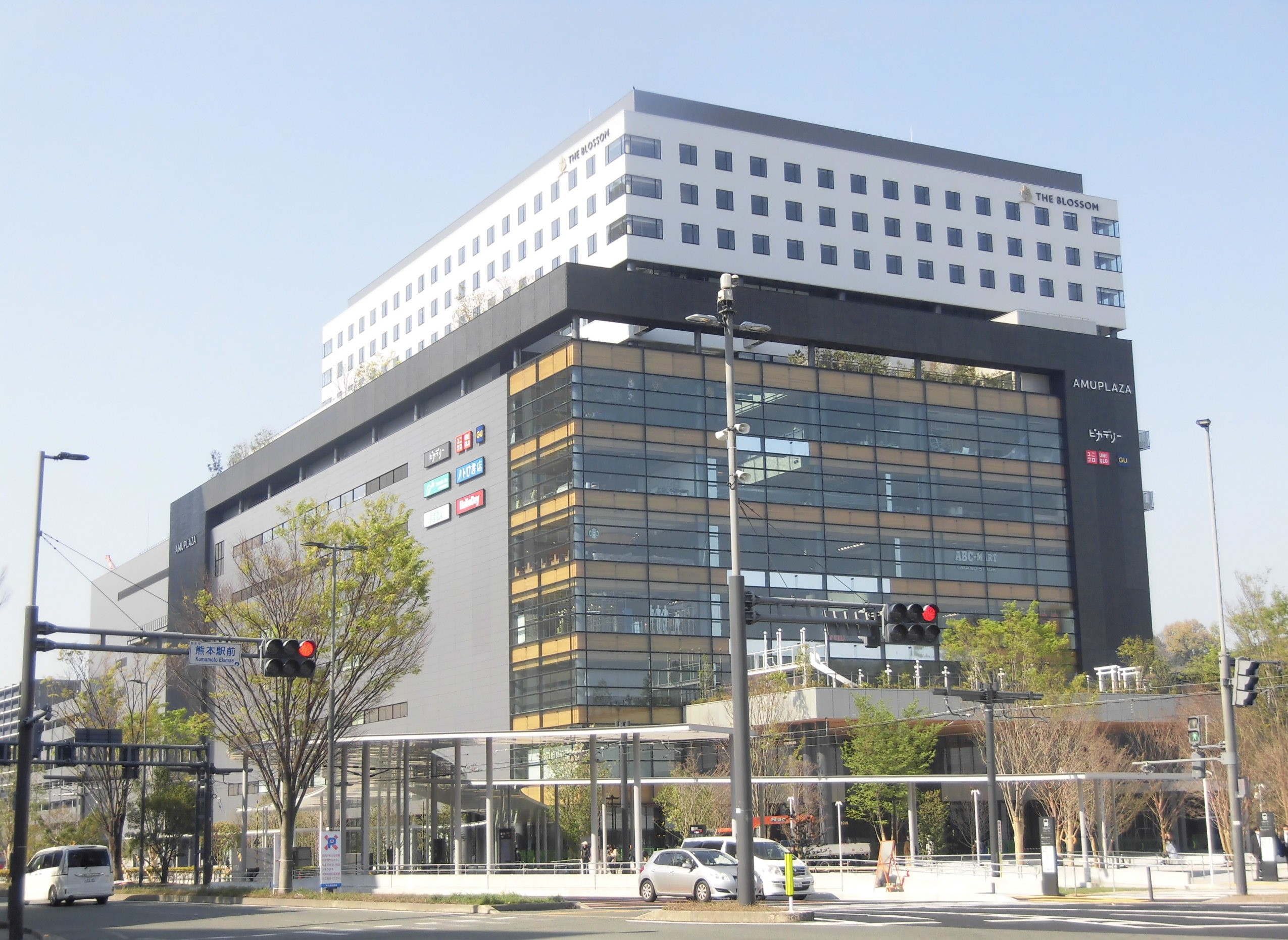
THE BLOSSOM KUMAMOTO

JR九州ホテルズの宿泊主体型ホテルにおける最上位ブランド。｢この旅に、この地にひらく感動の花を。｣をブランドコンセプトに、海外からの利用客及び長期滞在をターゲットとした広い客室やプレミアム感のあるパブリックスペース等を取り入れている。
- THE BLOSSOM HIBIYA（ザ・ブラッサム日比谷）
  - 所在地 - 東京都港区新橋一丁目1-13[12]
  - 客室数 - 255室
  - 開業 - 2019年8月20日[13][11]

- THE BLOSSOM HAKATA Premier（ザ・ブラッサム博多プレミア）
  - 所在地 - 福岡県福岡市博多区博多駅前二丁目8-12
  - 客室数 - 238室
  - 開業 - 2019年9月25日

- THE BLOSSOM KUMAMOTO（ザ・ブラッサム熊本）
  - 所在地 - 熊本県熊本市西区春日3-15-26[14]
  - 客室数 - 203室
  - 開業 - 2021年4月23日[15][16]

- THE BLOSSOM KYOTO（ザ・ブラッサム京都）
  - 所在地 - 京都府京都市下京区
  - 客室数 - 180室
  - 開業 - 2022年8月26日[17][18][19]

### JR九州ホテル ブラッサム

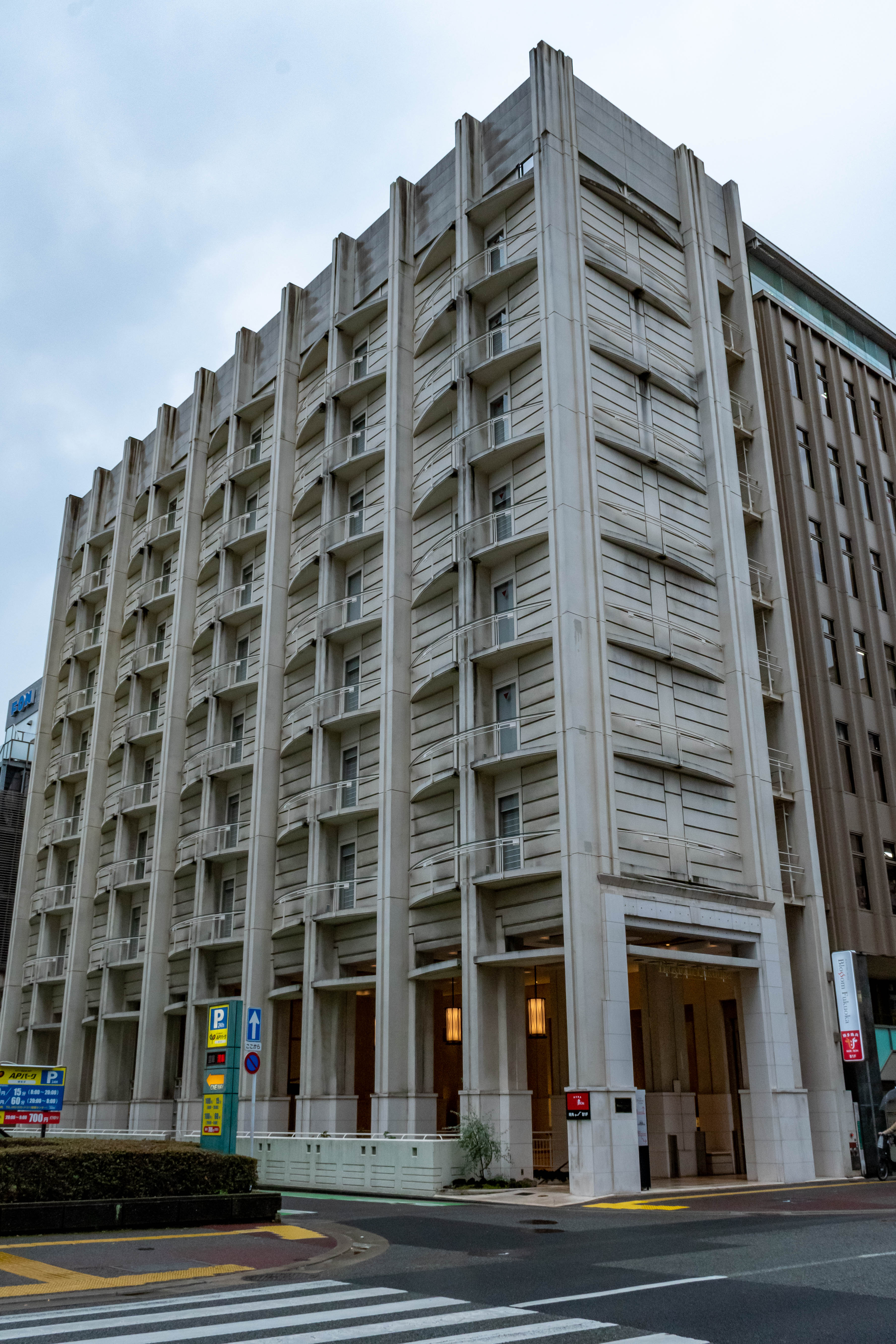
JR九州ホテル ブラッサム福岡

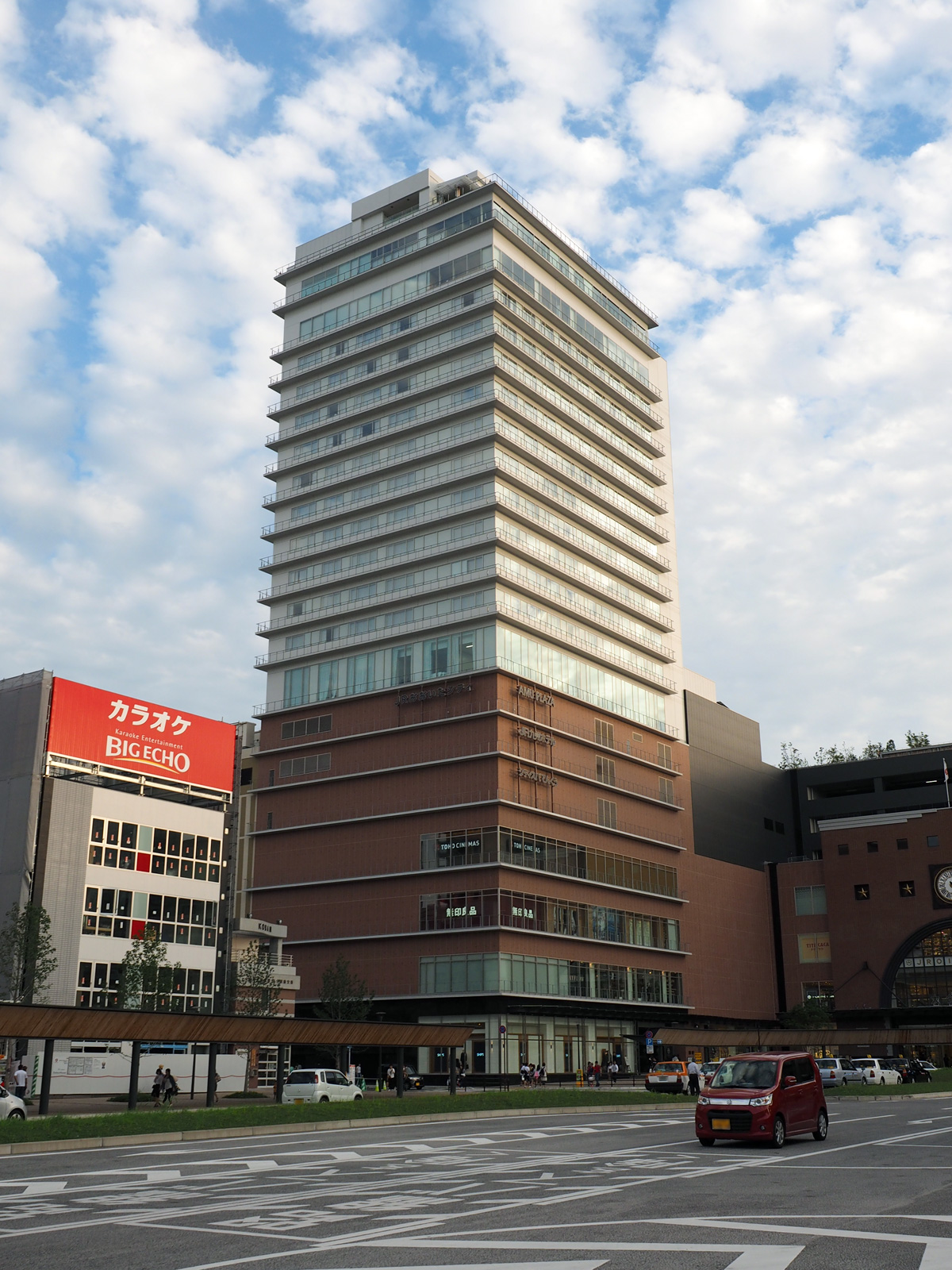
JR九州ホテル ブラッサム大分

JR九州グループホテルの中で、ダブルルームやツインルームを主体にし、家族連れ、シニア層、企業の管理職などを対象にしたプレミアムクラスの宿泊主体型ホテルに位置づけられている。
- JR九州ホテル ブラッサム福岡
  - 所在地 - 福岡県福岡市博多区博多駅東2丁目2番4号（博多駅筑紫口）
  - 客室数 - 90室
  - 開業 - 1996年6月（JR九州ホテル福岡として開業。2011年7月2日にリニューアルするとともに現名称に改称）[22][23]
- JR九州ホテル ブラッサム博多中央
  - 所在地 - 福岡市博多区博多駅前2丁目2番11号（博多駅博多口）
  - 客室数 - 247室
  - 開業 - 2013年4月8日[24]
- JR九州ホテル ブラッサム新宿
  - 所在地 - 東京都渋谷区代々木2丁目6-2（新宿駅南口）
  - 客室数 - 240室
  - 開業 - 2014年8月8日[25]
- JR九州ホテル ブラッサム大分
  - 所在地 - 大分県大分市要町（大分駅ビルJRおおいたシティ内）
  - 客室数 - 190室
  - 開業 - 2015年4月23日[26]
  - 建物内に「シティスパてんくう」を併設し、大深度地熱温泉を引いている。
- JR九州ホテル ブラッサム那覇
  - 所在地 - 沖縄県那覇市牧志2丁目16-1
  - 客室数 - 218室
  - 開業 - 2017年6月24日[21][27]

### JR九州ホテル

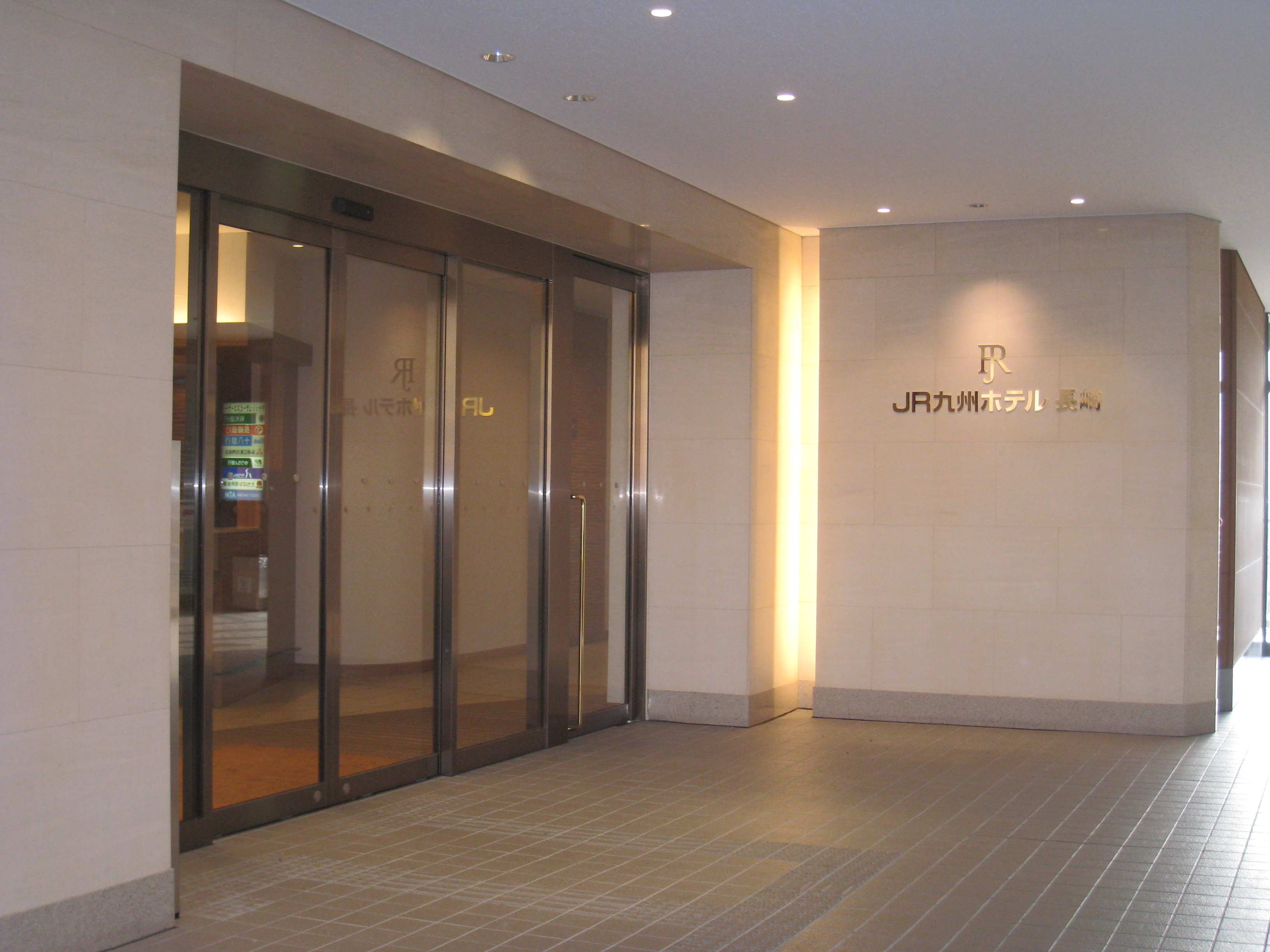
JR九州ホテル長崎

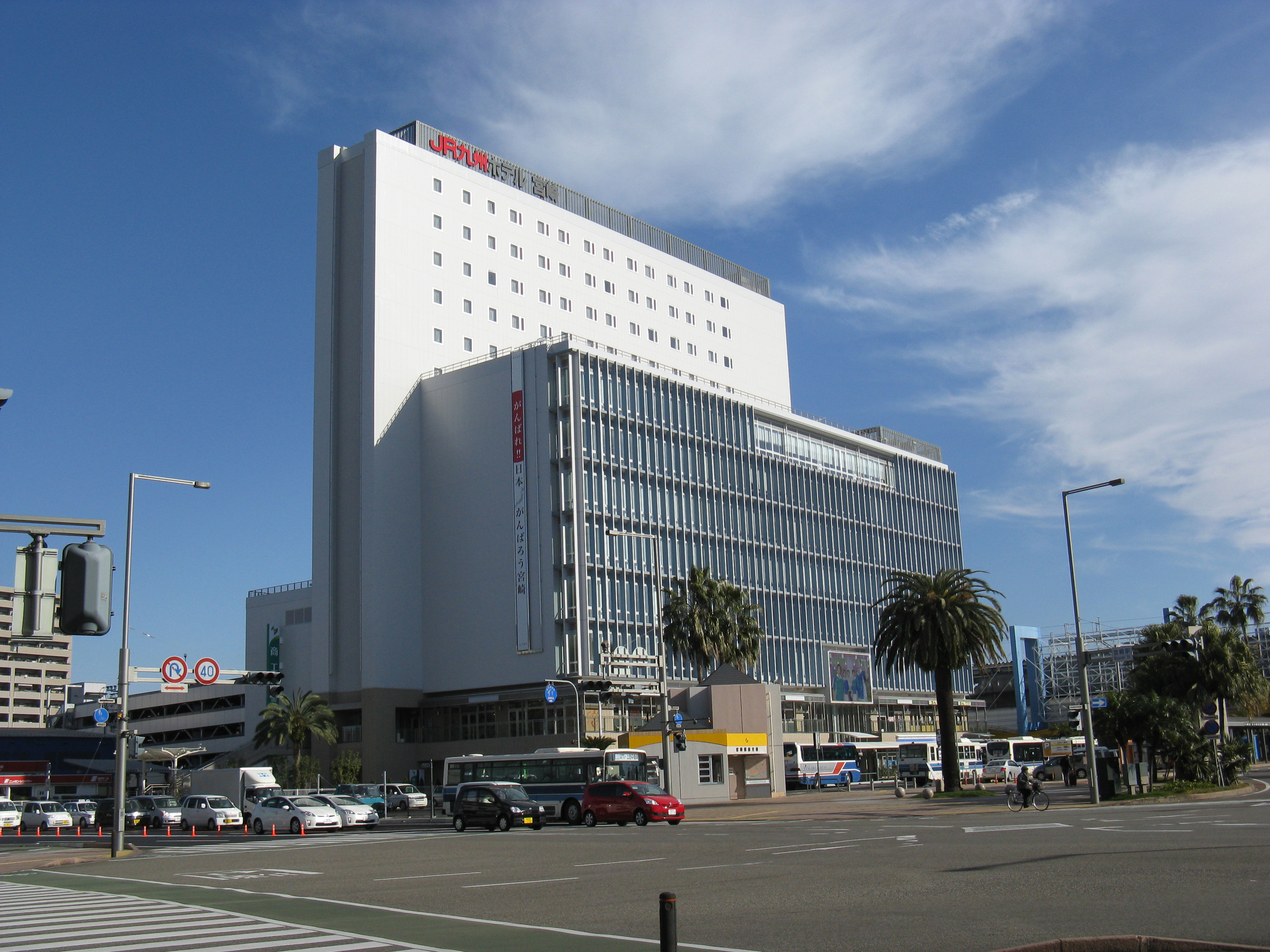
JR九州ホテル宮崎

JR九州ホテルは、JR九州ホテルズの宿泊特化型ホテルのブランドである。
- JR九州ホテル長崎
  - 所在地 - 長崎市長崎市尾上町1番1号（長崎駅駅ビル内）
  - 客室数 - 144室
  - 開業 - 2000年9月17日[29]（2013年2月リニューアル）
- JR九州ホテル宮崎
  - 所在地 - 宮崎県宮崎市錦町1番10号（宮崎駅西口KITEN内）
  - 客室数 - 141室
  - 開業 - 2011年11月
- JR九州ホテル鹿児島
  - 所在地 - 鹿児島県鹿児島市武1丁目1番2号（鹿児島中央駅新幹線改札口）
  - 客室数 - 北館 134室 / 南館 113室
  - 開業 - 南館 2001年8月1日（2014年2月リニューアル） / 北館 2010年3月

### その他
- 別府温泉 竹と椿のお宿「花べっぷ」
  - 所在地 - 大分県別府市上田の湯町16-50
  - 客室数 - 30室
  - 開業 - 2012年4月

当初は「JR九州の宿 べっぷ荘」として営業していたが、2012年4月27日のリニューアル後は現在の名前で営業している。分鉄開発が運営していたが、同社が2017年4月1日を以てJR九州フードサービスと合併する形で解散したため、同ホテルの運営も当社が行うようになった。2018年4月2日からはJRホテルメンバーズにも加入。

## 過去に運営していたホテル
- JR九州ホテル熊本
  - 所在地 - 熊本市熊本市西区春日3丁目15番15号（熊本駅白川口（東口））
  - 客室数 - 150室
  - 開業 - 2004年3月9日[31]

熊本駅の再開発に伴い、2019年2月20日をもって閉館。同地を含む一帯は2021年4月23日にアミュプラザくまもととして開業し、JR九州ホテルズもTHE BLOSSOM KUMAMOTO（ザ・ブラッサム熊本）とリブランドしてホテル運営を再開した。
- JR九州ホテル小倉
  - 所在地 - 福岡県北九州市小倉北区浅野1丁目3番6号（小倉駅新幹線北口）
  - 客室数 - 187室[32]
  - 開業 - 2007年9月30日[32]

2023年3月31日閉館。現在は「クインテッサホテル小倉Comic&Books」。
- JRホテル 屋久島
  - 所在地 - 鹿児島県熊毛郡屋久島町尾之間136-2
  - 客室数 - 46室
  - 開業 - 2005年10月（2014年3月リニューアル）

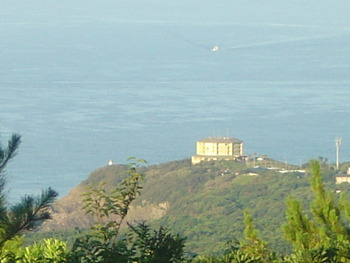
JRホテル 屋久島

JR九州ホテルズ初のリゾート型ホテルであった。2023年5月21日閉館。跡地は、平川商事が取得し「ホテル屋久島」として2023年6月24日にリブランドした。その後、2024年4月に「samana hotel Yakushima」とリニューアル及びリブランド。